# North Carolina Education Lottery 200
Das North Carolina Education Lottery 200 ist ein seit 2003 ausgetragenes Autorennen der NASCAR Camping World Truck Series, welches auf dem Charlotte Motor Speedway in Concord, North Carolina stattfindet. Das Rennen geht über eine Distanz von 201 Meilen (324,48 Kilometer). Die Fahrer haben 134 Runden zu absolvieren. In den Jahren 2003, 2005 und 2007 kam es zu einem „Green-White-Checkered-Finish“, einer Rennverlängerung. Kyle Busch ist der einzige Fahrer, der das Rennen mehr als einmal gewinnen konnte (2005, 2006, 2010).

## Bisherige Sieger
- 2011: Kyle Busch
- 2010: Kyle Busch
- 2009: Ron Hornaday Jr.
- 2008: Matt Crafton
- 2007: Ron Hornaday Jr.
- 2006: Kyle Busch
- 2005: Kyle Busch
- 2004: Dennis Setzer
- 2003: Ted Musgrave